# قهرمان جهان
قهرمان جهان (انگلیسی: The World's Champion) یک فیلم درام صامت آمریکایی است که در سال ۱۹۲۲ منتشر شد. نسخۀ ناکاملی از این فیلم در کتابخانه کنگره موجود است.

## بازیگران
- والاس رید
- کید مک‌کوی
- لوئیس ویلسون
- لایونل بلمور
- تاینی سندفورد
- هلن دانبار
- گای الیور